# 2014 en arts plastiques
| Années des arts plastiques : 2011 - 2012 - 2013 - 2014 - 2015 - 2016 - 2017    |
| Décennies des arts plastiques : 1980 - 1990 - 2000 - 2010 - 2020 - 2030 - 2040 |

Cette page concerne l'année 2014 en arts plastiques.

## Événements

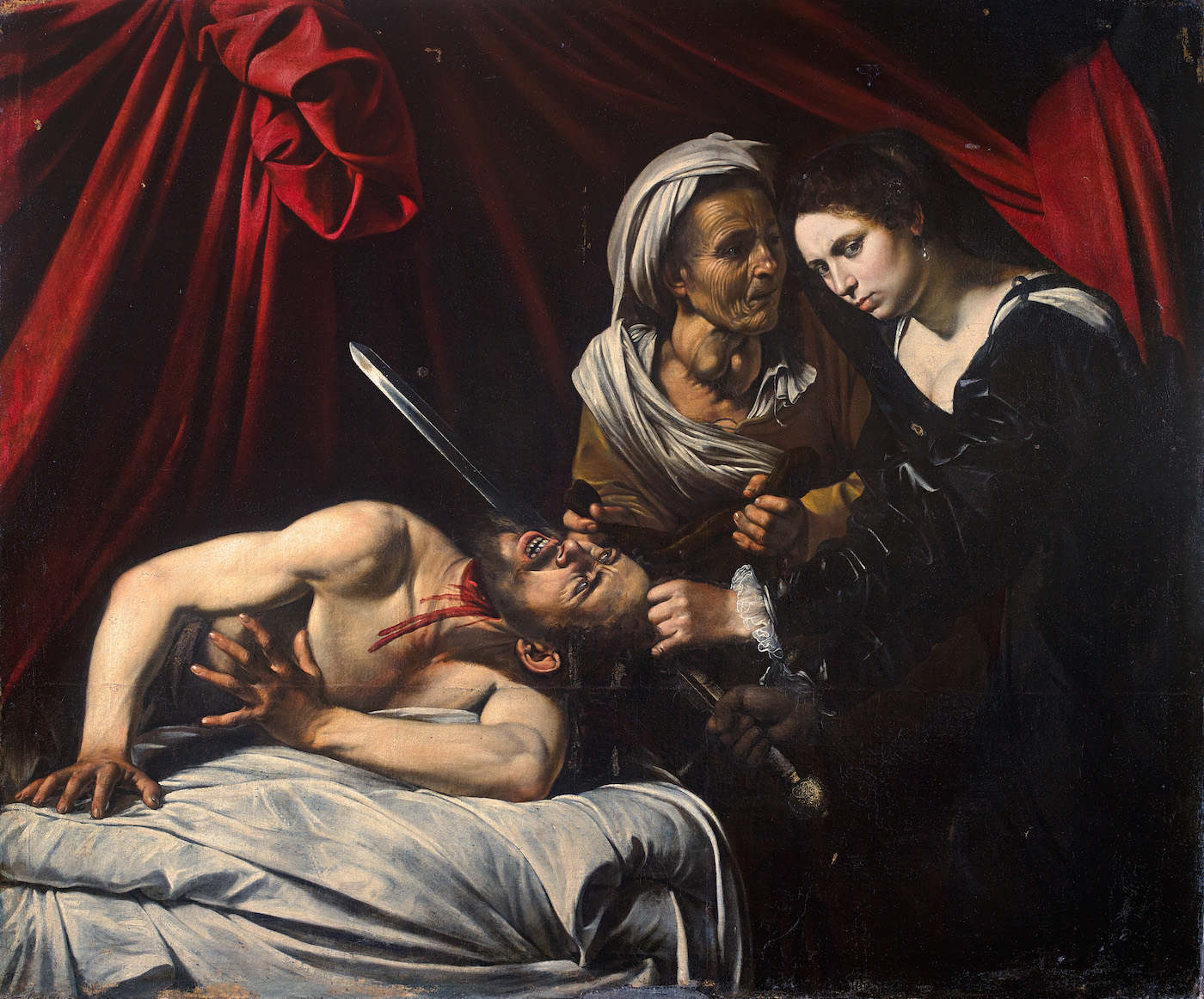
Le « Caravage de Toulouse ».

- annonce de la découverte près de Toulouse du Judith décapitant Holopherne (1607) attribué au Caravage et vendu en 2019 au collectionneur américain J. Tomilson Hill.
- 19 avril-21 juillet : L'Invention du passé. Histoires de cœur et d'épée en Europe, 1802-1850, exposition au musée des Beaux-Arts de Lyon,
- 3 octobre 2014-22 février 2015 : Rétrospective Erró au  Musée d'Art contemporain de Lyon.
- 28 novembre: Prix Gaston Bertrand attribué à Jacques Zimmermann

## Décès
- 4 janvier : Jacob Yakouba, peintre sénégalais (° 1947),
- 5 janvier : János Kristófi, peintre hongrois (° 15 décembre 1925),
- 9 janvier : Alantar, peintre abstrait turc et français (° 1932),
- 18 janvier : Bob ten Hoope, peintre, dessinateur et graveur néerlandais (° 14 février 1920),
- 30 janvier : René Izaure, graveur, dessinateur et peintre français (° 9 avril 1929),
- 3 février : John Christoforou, peintre français (° 10 mars 1921),
- 9 février : Jan Świdziński, artiste contemporain intermedia, créateur de l'art contextuel, performeur, critique d'art et philosophe polonais (° 25 mai 1923),
- 12 février : Anne-Marie Caffort Ernst, peintre française (° 7 février 1927),
- 14 février : Durdy Bayramov, peintre turkmène (° 14 avril 1938),
- 15 février : Giuliano Ghelli, peintre et sculpteur italien (° 10 mai 1944),
- 18 février : Riccardo Licata, peintre, sculpteur et graveur italien (° 20 décembre 1929),
- 23 février :
  - Carla Accardi, peintre italienne (° 9 octobre 1924),
  - Pierre Matthey, peintre suisse (° 1927),
- 24 février :
  - Alexis Hunter, peintre et photographe féministe néo-zélandaise (° 4 novembre 1948),
  - Carlos Páez Vilaró, peintre, céramiste, sculpteur, muraliste, écrivain, compositeur et constructeur uruguayen (° 1er novembre 1923),
- 1er mars : Prafulla Dahanukar, peintre indienne (° 1er janvier 1934),
- 9 mars : Françoise Adnet, peintre française (° 30 juin 1924),
- 23 mars : Jaroslav Šerých, peintre et illustrateur tchécoslovaque puis tchèque (° 27 février 1928),
- 27 mars : Jean-Marie Ledannois, peintre, lithographe et céramiste français (° 21 janvier 1940),
- 31 mars : Gérard Koch, sculpteur français (° 10 mars 1926),
- 5 avril : Osvaldo Rodríguez, peintre, graveur et sculpteur né argentin naturalisé français (° 11 février 1946),
- 8 avril : Sacha Ketoff, peintre et designer franco-italien (° 1er octobre 1949),
- 9 avril : Hélène Laffly, comédienne, peintre et graveuse française (° 7 novembre 1925),
- 13 avril : Claude Weisbuch, peintre, dessinateur et graveur français (° 8 février 1927),
- 16 avril :
  - Jiří Načeradský, peintre et graphiste tchécoslovaque puis tchèque (° 9 septembre 1939),
  - Gab Smulders, peintre néerlandais (° 7 février 1931),
- 22 avril : Oswaldo Vigas, peintre et muraliste vénézuélien (° 4 août 1923),
- 24 avril : Philippe Lejeune, peintre français (° 15 novembre 1924),
- 29 avril : Edgars Vinters, peintre paysagiste letton (° 22 septembre 1919),
- 17 mai : Kimura Risaburo, artiste graveur japonais (° 13 octobre 1924),
- 7 juin : Émilienne Farny, peintre suisse (° 16 mai 1938),
- 13 juin : Franck Duminil, peintre français (° 27 décembre 1933),
- 14 juin : Seymour Slive, historien de l'art américain (° 15 septembre 1920),
- 15 juin : Hans E. Deutsch, peintre suisse (° 18 avril 1927),
- 24 juin : Paolo Salvati, peintre italien (° 22 février 1939),
- 16 juillet : Louis Frégier, peintre français (° 8 avril 1929),
- 19 juillet : Souleymane Keita, peintre sénégalais (° 17 avril 1947),
- 21 juillet : Pierre Quidu, peintre français (° 18 octobre 1926),
- 30  juillet : Émile Rocher, peintre, sculpteur et céramiste français (° 9 mars 1928),
- 13 août : Jean-Paul Emonds-Alt, designer, sculpteur, dessinateur et peintre belge (° 1928),
- 17 août : Ger van Elk, sculpteur, sérigraphe, cinéaste, artiste conceptuel, photographe, artiste d'installation, peintre et dessinateur néerlandais (° 9 mars 1941),
- 20 août : Aiko Miyawaki, peintre japonaise (° 20 septembre 1929),
- 4 septembre : Serge Markó, peintre français (° 5 décembre 1926),
- 29 septembre : Luis Nishizawa, peintre mexicain (° 2 février 1918),
- 5 octobre : Geoffrey Holder, acteur, chorégraphe, metteur en scène, danseur, peintre, costumier et chanteur trinidadien (° 1er août 1930),
- 6 octobre : Igor Mitoraj, sculpteur polonais naturalisé français (° 26 mars 1944),
- 21 octobre : Kré Mbaye, peintre sénégalais (° 25 avril 1949),
- 25 octobre : Jean-Michel Coulon, peintre français (° 10 octobre 1920),
- 23 novembre : Jean-François Arrigoni Neri, peintre, illustrateur, graveur et lithographe français (° 28 mars 1937),
- 28 novembre : Claude Schürr, peintre et lithographe français (° 26 mars 1921),
- 20 décembre : Miodrag B. Protić, peintre, critique d'art et historien de l'art serbe (° 15 mai 1922),
- ? :
  - Monique Boucher-Benanteur, poétesse et peintre française (° 8 janvier 1935).
  - Kinoshita Tomio, graveur japonais (° 1923).